# ألبرت روزين
ألبرت روزين (بالألمانية: Albert Rosen)‏ هو موزع نمساوي، ولد في 14 فبراير 1924 في فيينا في النمسا، وتوفي في 22 مايو 1997 في دبلن في جمهورية أيرلندا.

## وصلات خارجية
- ألبرت روزين على موقع ميوزك برينز (الإنجليزية)